# 마작 (영화)
마작(麻將: Mahjong)은 대만에서 제작된 에드워드 양 감독의 1996년 영화이다. 장첸 등이 주연으로 출연하였다.

## 출연

### 주연
- 장첸

### 조연
- 하야시 카이조
- 금연령
- 비에르지니 르도엔
- T.C. 린
- 오가려
- 오념진
- 당종성
- 가우륜
- 조강
- 장국주
- 왕백삼